# Diosaccus robustus
Diosaccus robustus är en kräftdjursart som först beskrevs av Thompson och Scott.  Diosaccus robustus ingår i släktet Diosaccus och familjen Diosaccidae. Inga underarter finns listade i Catalogue of Life.